# Ligne RG1 (Rodalia de Gérone)
Pour les articles homonymes, voir RG1.
La ligne RG1 de Rodalia de Gérone est un service de chemin de fer de banlieue qui fait partie des Rodalies de Catalunya. Elle est exploitée par la Renfe et circule sur des lignes de chemin de fer à écartement ibérique appartenant à ADIF. La ligne relie les gares de L'Hospitalet de Llobregat et Figueras avec 16 trains du lundi au vendredi, évitant ainsi le transfert à Maçanet-Massanes entre les lignes R1 et R11. La ligne RG1 renforce la ligne R11 du service régional entre Maçanet-Massanes et Figueras, qui maintient toutes les fréquences actuelles jusqu'à Barcelone.

## Caractéristiques

### Gares
| Gare                           | Commune                     | Correspondances | Services |
| ------------------------------ | --------------------------- | --------------- | --- |
| L'Hospitalet de Llobregat      | L'Hospitalet de Llobregat   |                 | |
| Torrassa                       | L'Hospitalet de Llobregat   |                 | |
| Barcelone-Sants                | Barcelone                   |                 | |
| Plaça de Catalunya             | Barcelone                   |                 | |
| Arc de Triomf                  | Barcelone                   |                 | |
| El Clot-Aragó                  | Barcelone                   |                 | |
| Sant Adrià de Besòs            | Sant Adrià de Besòs         |                 | |
| Badalone                       | Badalone                    |                 | |
| Montgat                        | Montgat                     |                 | |
| Montgat Nord                   | Montgat                     |                 | |
| El Masnou                      | El Masnou                   |                 | |
| Ocata                          | El Masnou                   |                 | |
| Premià de Mar                  | Premià de Mar               |                 | |
| Can Pou - Camp de Mar          | Hors service                | Hors service    | Hors service |
| Vilassar de Mar                | Vilassar de Mar             |                 | |
| Cabrera de Mar-Vilassar de Mar | Cabrera de Mar              |                 | |
| Mataró                         | Mataró                      |                 | |
| Sant Andreu de Llavaneres      | Sant Andreu de Llavaneres   |                 | |
| Caldes d'Estrac                | Caldes d'Estrac             |                 | |
| Arenys de Mar                  | Arenys de Mar               |                 | |
| Canet de Mar                   | Canet de Mar                |                 | |
| Sant Pol de Mar                | Sant Pol de Mar             |                 | |
| Calella                        | Calella                     |                 | |
| Pineda de Mar                  | Pineda de Mar               |                 | |
| Santa Susanna                  | Santa Susanna               |                 | |
| Malgrat de Mar                 | Malgrat de Mar              |                 | |
| Blanes                         | Blanes                      |                 | |
| Tordera                        | Tordera                     |                 | |
| Maçanet-Massanes               | Maçanet de la Selva         |                 | Aparcamiento (Metro de Madrid) · Pictograms-nps-bus-shuttle2                                                                    |
| Sils                           | Sils                        |                 | |
| Caldes de Malavella            | Caldes de Malavella         |                 | |
| Riudellots                     | Riudellots de la Selva      |                 | Aparcamiento (Metro de Madrid)                                                                                                  |
| Fornells de la Selva           | Fornells de la Selva        |                 | Aparcamiento (Metro de Madrid)                                                                                                  |
| Gérone                         | Gérone                      |                 | Aparcamiento (Metro de Madrid) · Elevator (Madrid Metro) · Pictograms-nps-bus-shuttle · Pictograms-nps-bus-shuttle2 · Cafeteria |
| Celrà                          | Celrà                       |                 | Aparcamiento (Metro de Madrid)                                                                                                  |
| Bordils-Juià                   | Juià                        |                 | Aparcamiento (Metro de Madrid)                                                                                                  |
| Flaçà                          | Flaçà                       |                 | Elevator (Madrid Metro) |
| Sant Jordi Desvalls            | Sant Jordi Desvalls         |                 | Aparcamiento (Metro de Madrid)                                                                                                  |
| Camallera                      | Saus, Camallera i Llampaies |                 | Aparcamiento (Metro de Madrid)                                                                                                  |
| Sant Miquel de Fluvià          | Sant Miquel de Fluvià       |                 | Aparcamiento (Metro de Madrid)                                                                                                  |
| Vilamalla                      | Vilamalla                   |                 | Aparcamiento (Metro de Madrid)                                                                                                  |
| Figueras                       | Figueras                    |                 | |
| Vilajuïga                      | Vilajuïga                   |                 | Aparcamiento (Metro de Madrid)                                                                                                  |
| Llançà                         | Llançà                      |                 | |
| Colera                         | Colera                      |                 | Aparcamiento (Metro de Madrid)                                                                                                  |
| Portbou                        | Portbou                     | Logo TER]       | |

## Exploitation
La mise en service de Rodalia de Gérone n'implique pas de manière imminente qu'il fait partie du système de tarification intégrée de la zone ATM de Gérone, mais que son intégration devrait avoir lieu au cours du second semestre 2014, de sorte que le même billet de train peut également être pris en bus pour le même prix. Le T-10, en outre, réduira également son prix actuel